# Гажи, Адам
А́дам Га́жи (словац. Adam Gaži; род. 1 марта 2003, Дубница-над-Вагом, Тренчинский край) — словацкий футболист, играющий на позиции полузащитника. Ныне выступает за словацкий клуб «Тренчин».

## Карьера
Адам — уроженец города Дубница-над-Вагом, расположенного в северо-западной Словакии на реке Ваг. Начинал заниматься футболом в местной команде «Дубница», оттуда перешёл в «Тренчин». В первый же год получил премию игрок месяца академии. Был лучшим игроком в команде до 17 лет. С сезона 2020/2021 — игрок основной команды клуба. Дебютировал за него 5 декабря 2020 года в поединке против «Слована», выйдя на поле на замену на 69-й минуте вместо Абубакара Гали. Всего в дебютном сезоне провёл 15 встреч, в семи из них появляясь на поле в стартовом составе. Вместе с командой занял шестое место в чемпионате.

## Статистика выступлений
| Клуб             | Сезон            | Лига         | Лига  | Лига | Кубок | Кубок | Междунар. | Междунар. | Всего | Всего |
| Клуб             | Сезон            | Лига         | Матчи | Голы | Матчи | Голы  | Матчи     | Голы      | Матчи | Голы  |
| ---------------- | ---------------- | ------------ | ----- | ---- | ----- | ----- | --------- | --------- | ----- | ----- |
| Тренчин          | 2020/2021        | Фортуна Лига | 15    | 0    | 0     | 0     | 0         | 0         | 15    | 0     |
| Всего за карьеру | Всего за карьеру | 15           | 0     | 0    | 0     | 0     | 0         | 0         | 15    | 0     |